# Jonathan Pollard
Jonathan Jay Pollard (Galveston, Texas, Estados Unidos, 7 de agosto de 1954) es un exanalista civil de inteligencia de la Marina de los Estados Unidos que fue condenado por espiar para Israel.
Pollard renunció al derecho a juicio como parte de un trato para declararse a él y a su esposa culpables, por lo que fue condenado por unanimidad a cadena perpetua en 1987, con recomendación de no otorgarle libertad condicional. Fue encarcelado en la penitenciaria federal en Marion, Illinois a confinamiento en solitario por siete años, y luego fue transferido a la institución penitenciaria federal de Butner en Carolina del Norte. Pollard tiene el número del Agencia Federal de Prisiones 09185-016.
Israel le concedió a Pollard la ciudadanía en 1995, pero negó públicamente que fuera un espía israelí hasta 1998. El 20 de noviembre de 2015 fue liberado.

## Espionaje
Poco después que Pollard empezara a trabajar en el Naval Criminal Investigative Service conoció a Aviem Sella, un veterano aviador de la Fuerza Aérea Israelí con grado de coronel, quien era en ese tiempo un estudiante de doctorado en la Universidad de Nueva York y operador de Lakam. En pocos días, en junio de 1984, Pollard empezó a pasar información clasificada a Sella y recibió a cambio un diamante y un anillo de zafiro y $10 000 en efectivo. También aceptó recibir $1.500 por mes a cambio de seguir con el espionaje.
Se dice que, además de Israel, Pollard pasó información clasificada a Sudáfrica e intentó por un intermediario vender información clasificada a Pakistán en múltiples ocasiones; sin embargo, estas afirmaciones nunca llegaron a juicio.
La completa extensión de la información que dio a Israel todavía no ha sido oficialmente revelada. Según Pollard, solo dio información sobre amenazas de misiles de Irak a Israel. Informes periodísticos citan un memorándum secreto de 46 páginas, que Pollard y sus abogados tuvieron permiso de ver. Fueron provistos al juez por el Secretario de Defensa de los Estados Unidos Caspar Weinberger, quien describió el espionaje de Pollard que incluyó, entre otras cosas, obtener y copiar la última versión de las Radio-Signal Notations, un manual de 10 volúmenes que detallaba la red de vigilancia electrónica global de los Estados Unidos. Una teoría del daño infligido por Pollard es que comprometió los esfuerzos de la inteligencia estadounidense en señales alrededor del mundo al revelar la penetración norteamericana de módulos criptográficos vendidos alrededor del mundo para uso oficial.

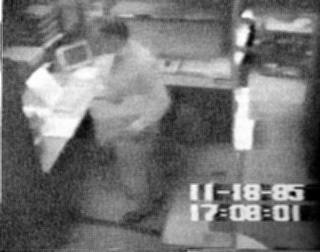
Video de vigilancia que filma a Pollard robando documentos clasificados.

La rutina de Pollard consistía en reunir documentos durante la semana. Tenía varios portafolios grandes idénticos brindados por los israelíes que usaría para extraer material del trabajo. Luego, transferiría los documentos a maletas, algunas veces mientras estaba en su automóvil. Al final de la semana, dejaría los documentos con los israelíes para que fueran copiados. Al terminar el fin de semana, Pollard recuperaba los documentos que necesitaba devolver, junto con las órdenes de qué tipo de información debía conseguir para la próxima semana. En ocasiones, los israelíes pedían documentos específicos por número, lo que sugiere que Pollard no era el único agente que les proveía ilegalmente de información. Pero el mismo Pollard ha descartado esta afirmación, al demostrar que los analistas de inteligencia israelí revisaban las listas de referencia de documentos que ya habían recibido y modificaban los números de documentos para identificar las ediciones revisadas o más fuertemente clasificadas.
Ron Olive, el agente a cargo de la contrainteligencia de la NIS para la época del arresto de Pollard, publicó un libro sobre el caso en 2006. Olive dijo a la BBC que el incidente fue "uno de los más devastadores casos de espionaje en la historia de los Estados Unidos" durante el cual Pollard robó más de "un millón de documentos clasificados".
Las declaraciones y sanciones en su contra han causado gran controversia en Israel ya que, se afirma pasan por alto que la mayoría de la información que Pollard proporcionó a Israel era necesaria para la seguridad vital de ese país que al parecer ciertos establecimientos en Estados Unidos se reservaban, obstaculizando el Memorandum de Entendimiento de 1983 suscrito entre Estados Unidos e Israel. 
Al parecer la información escondida a Israel incluía entre otras cosas datos sobre capacidad balística de los países árabes vecinos.
Adicionalmente, Pollard nunca fue acusado de traición, lo cual es un cargo que solo se aplica cuando se espía para un estado enemigo en tiempos de guerra, por lo que fue acusado de un cargo: pasar información clasificada a un aliado, sin querer dañar a los Estados Unidos. 
Otro tema que ha causado revuelo es que nadie más en la historia de los Estados Unidos recibió una cadena perpetua por pasar información a un aliado -solo Pollard. Algunas fuentes afirman que las acusaciones del gobierno de los Estados Unidos en relación con que Pollard proporcionó a Israel "cientos de miles de documentos", es falsa, ya que la fórmula que el gobierno usó para exagerar el volumen de información que Pollard paso a Israel era: si solo una página o sentencia era pasada a los israelíes, era contada como si todo un documento entero era transmitido. Aún referencias a documentos y fuentes eran contados como habiéndose transmitidos en total. Usando este cálculo, una sola página se contaba como infinidad de volúmenes. 
El 12 de mayo de 1998, en la misma declaración en la cual el Gobierno de Israel aceptó públicamente a Jonathan Pollard como un agente Israelí, y aceptó responsabilidad completa por él, e indicó su pretensión de abogar por su libertad y su repatriación a Israel, pero el gobierno de Barack Obama se había negado a esto.
El 20 de noviembre de 2015 fue liberado.